# Валері Гарпер
Валері Гарпер (англ. Valerie Harper, нар. 22 серпня 1939, Софферн, Нью-Йорк — пом. 30 серпня 2019, Лос-Анджелес, Каліфорнія) — американська акторка, лауреатка чотирьох премій «Еммі» та «Золотого глобуса». Авторка автобіографії. Найбільш відома за ролями в сіткомах «Шоу Мері Тайлер Мур» (1970—1974), «Рода» (1974—1978) і «Валері» (1986—1987).

## Життєпис та кар'єра

### Ранній життєпис та початок кар'єри
Валері Гарпер народилася 1939 року в католицькій сім'ї в Софферні, Нью-Йорк. Її мати була медсестрою, яка емігрувала з Канади, а батько продавцем . Будучи підлітком, вона почала танцювати в кордебалеті в Радіо-Сіті й тоді ж виступала у численних бродвейських мюзиклах. У 1960 році виступала разом з Люсіль Болл у бродвейському мюзиклі Wildcat, яку в той момент Гарпер вважала людиною, яка вплинула не її майбутні комедійні ролі.

### Успіхи на телебаченні

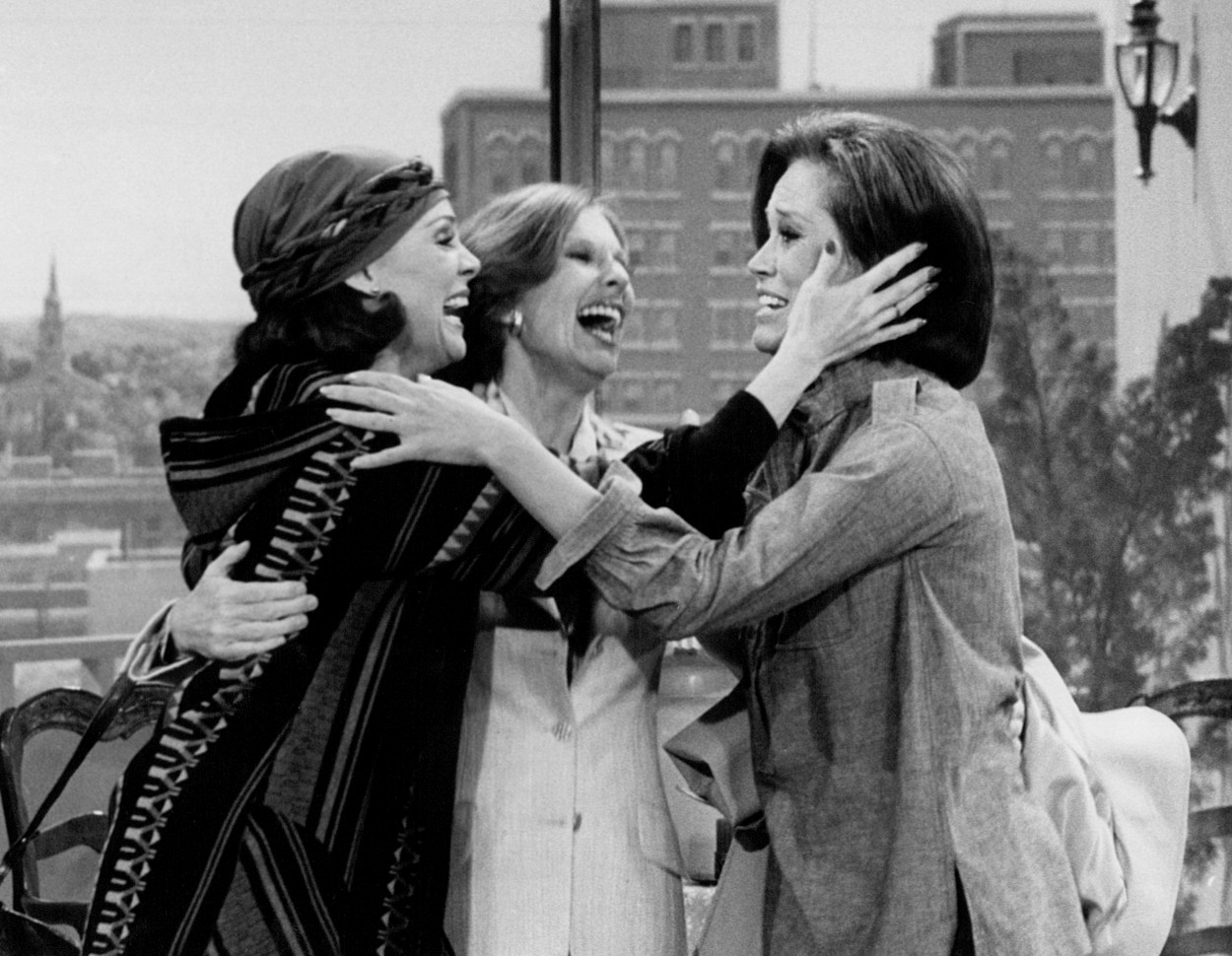
Валері Гарпер з Мері Тайлер Мур та Клоріс Лічмен у фінальному епізоді «Шоу Мері Тайлер Мур» у 1977 році

Після більш ніж десяти років роботи на сцені, у 1970 році, не маючи у своєму резюме не однієї ролі на телебаченні, Валері Гарпер отримала роль Роди Моргернштерн у комедійному серіалі «Шоу Мері Тайлер Мур» з Мері Тайлер Мур. Її єврейська персонажка і сама акторка швидко стали популярні завдяки яскравому образу, а сам проєкт увійшов в історію телебачення як одне з найкращих шоу. Гарпер виграла три послідовні премії «Еммі» за найкращу жіночу роль другого плану в комедійному телесеріалі й двічі висувалась на «Золотий глобус» .
У 1974 році, завдяки популярності персонажки в « Шоу Мері Тайлер Мур» продюсери вирішили запустити спін-офф програми — ситком « Рода», в якому Валері Гарпер виконала велику роль. «Рода» мала великий успіх у телевізійних рейтингах, особливо у перші два сезони, навіть випередивши свого попередника. Крім того, серіал був сприятливо зустрінутий критикою й отримав премію «Золотий глобус» у категорії «Найкращий телевізійний серіал — комедія чи мюзикл» у 1975 році. Гарпер виграла Премію «Золотий глобус» за найкращу жіночу роль у телевізійному серіалі — комедія або мюзикл у 1974 та Премію «Еммі» за найкращу жіночу роль у комедійному телесеріалі в 1975 роках. Шоу проіснувало на екранах п'ять сезонів і завершилося в 1978 .
В 1974 році Гарпер знялася з Аланом Аркіном у фільмі «Фрібі і Бін», який зібрав у прокаті понад тридцять мільйонів, а акторка за свою роль була номінована на премію «Золотий глобус». Вона отримала ще одну номінацію на «Золотий глобус» за участь у фільмі 1979 року «Глава друга». Також вона знялася у фільмах «Остання подружня пара в Америці» в ролі конкурентки героїні Наталі Вуд, і «В усьому винен Ріо» з Майклом Кейном .

### Скандал та суд

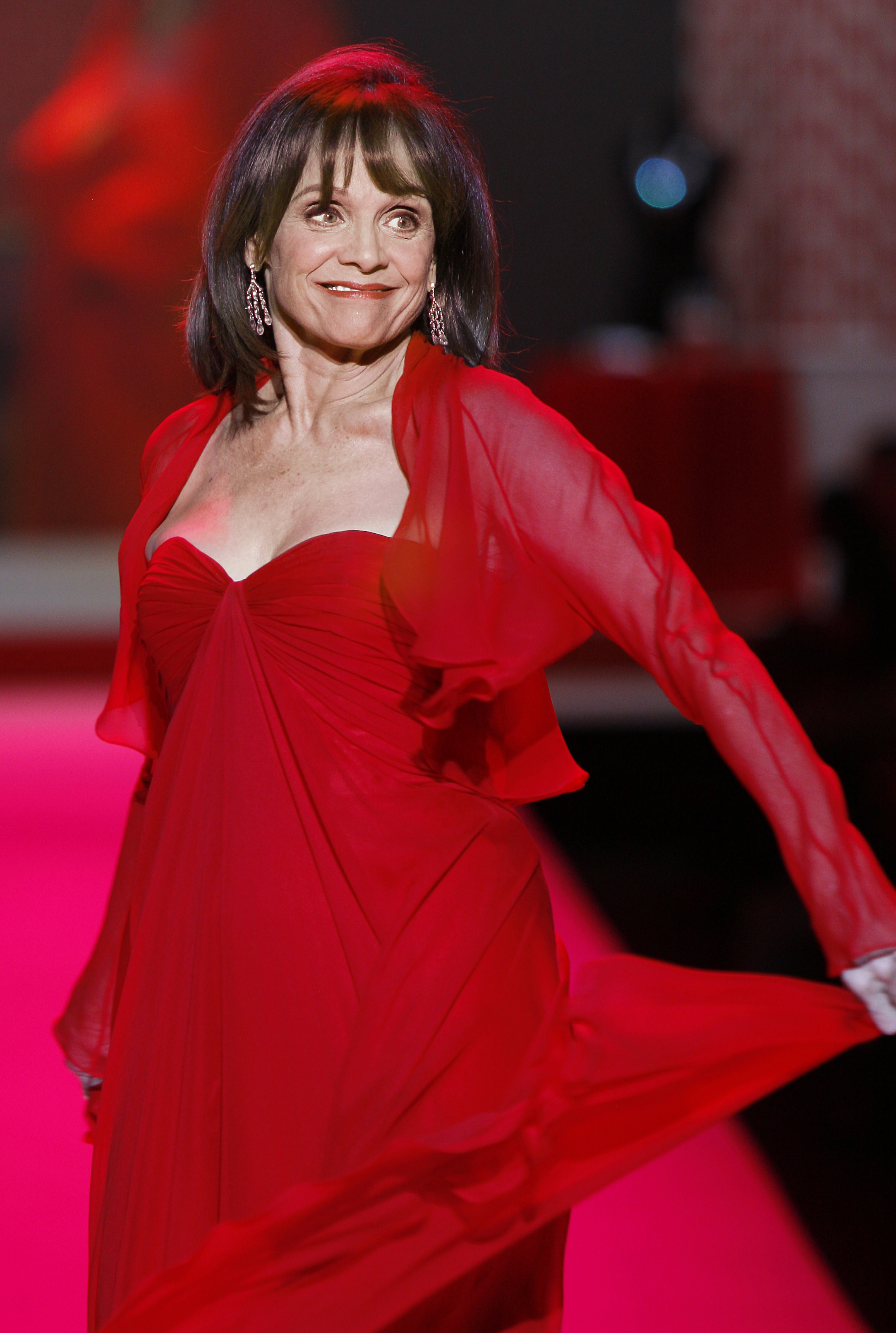
Валері Гарпер у 2010 році на благодійному показі мод

У 1986 році Гарпер повернулася на телебачення з великою роллю в ситкомі «Валері». У 1987 році вона опинилася в центрі скандалу, коли подала до суду Lorimar, компанію, яка робила шоу. Суперечка полягала у звільненні з шоу її чоловіка та гонорарів акторки, яка хотіла отримувати відсоток із прибутку від повторів та інших продажів . Зрештою акторку незаконно звільнили з власного шоу після двох сезонів, і вона протягом тривалого періоду судилася зі студією та виграла справу. Вона отримала півтора мільйона компенсації та 12,5 відсотків від наступного прибутку від шоу. Сенді Дункан замінила Валері Гарпер у шоу, проте його рейтинги пішли вниз і канал незабаром закрив проєкт .

### Останні роки
В 1990 році Гарпер повернулася на телебачення з головною роллю в черговому ситкомі «Місто», який проіснував лише один сезон. Після цього вона знову спробувала повернутися на екрани з шоу «Офіс», яке було закрито після шести епізодів. Починаючи з 90-х вона в основному знімалася в різних телефільмах, а також була запрошеною зіркою в таких серіалах як «Дотик ангела», «Район Мелроуз», «Відчайдушні домогосподарки» та «До смерті красива».
У 2000 році, через 23 роки після завершення «Шоу Мері Тайлер Мур», Валері Гарпер возз'єдналася з Мері Тайлер Мур у телефільмі «Мері і Рода». У 2001 році вона висувала свою кандидатуру на пост президентки Гільдії кіноакторів США, але програла Меліссі Гілберт. Вона входила до академії. У 2007 році Гарпер втілила Голду Меїр у фільмі «Балкон Голди», екранізації однойменної п'єси, де з 2005 по 2006 роки грала головну роль .
У 2010 році Гарпер була номінована на премію «Тоні» за головну роль у п'єсі «Вигнута» .
15 січня 2013 року Валері Гарпер опублікувала автобіографію під назвою I, Rhoda, в якій описувала кожен зі своїх етапів у кар'єрі .

## Особисте життя
У 1964—1978 роках Гарпер була одружена з актором Річардом Шаалом. З 8 квітня 1987 року Валері Гарпер одружена з актором Тоні Кацціотті. У подружжя є прийомна дочка — акторка Крістіна Кацціотті (нар.1983).

### Хвороба
У 2009 році Гарпер діагностували діагноз рак легенів.
6 березня 2013 журнал People повідомив, що 15 січня Гарпер був діагностований рак мозку. Лікарі повідомили акторці, що жити їй залишилося приблизно три місяці . Наприкінці серпня лікарі повідомили, що рак Гарпер близький до ремісії, проте повернення невиліковної хвороби є лише питанням часу. Незабаром після оголошення про хворобу Гарпер опинилася під пильною увагою преси й регулярно з'являлася на різних шоу. Вона возз'єдналася з колегами за «Шоу Мері Тайлер Мур» в епізоді ситкому «Красуні в Клівленді», а влітку вирушила до Ванкувера, щоб виконати головну роль у фільмі. У вересні 2013 року її було запрошено до шоу «Танці зі зірками».
Валері Гарпер померла вранці 30 серпня 2019 року в Лос-Анджелесі на 81-му році життя і була похована 7 вересня на цвинтарі «Hollywood Forever».

## Вибрана фільмографія
| Рік       |    | Українська назва           | Оригінальна назва    | Роль                             |
| --------- | -- | -------------------------- | -------------------- | -------------------------------- |
|           | ф  |                            |                      |                                  |
| 1972      | с  | Коломбо                    | Columbo              | Єва Бебкок                       |
| 1974—1978 | с  | Рода                       | Rhoda                | Рода Моргенштерн Герард          |
| 1976      | с  | Маппет-шоу                 | The Muppet Show      | сама себе                        |
| 1998      | с  | Район Мелроуз              | Melrose Place        | Міа Манчіні                      |
| 1999      | с  | Секс і місто               | Sex and the City     | Волліс Вайзел                    |
| 2001      | с  | Шоу 70-х                   | That '70s Show       | Паула                            |
| 2011      | с  | Відчайдушні домогосподарки | Desperate Housewives | Клер Бреммер                     |
| 2011—2012 | с  | До смерті красива          | Drop Dead Diva       | суддя Леслі Сінгер               |
| 2013—2018 | мс | Сімпсони                   | The Simpsons         | різні персонажі                  |
| 2013      | с  | Кралі в Клівленді          | Hot in Cleveland     | Енджі                            |
| 2014—2019 | мс | Американський тато!        | American Dad!        | Закусочна IHOP / різні персонажі |
| 2015      | с  | Дві дівчини без копійчини  | 2 Broke Girls        | Нола                             |
| 2016      | с  | Дитяча лікарня             | Childrens Hospital   | Мамма Фіоруччі                   |

## Нагороди та номінації
| Рік  | Нагорода                     | Категорія                                                                  | Робота                | Результат |
| ---- | ---------------------------- | -------------------------------------------------------------------------- | --------------------- | --------- |
| 1971 | «Еммі»                       | Найкраща акторка другого плану у комедійному телесеріалі                   | «Шоу Мері Тайлер Мур» | Перемога  |
| 1972 | «Еммі»                       | Найкраща акторка другого плану у комедійному телесеріалі                   | «Шоу Мері Тайлер Мур» | Перемога  |
| 1973 | Золотий глобус               | Найкраща жіноча роль другого плану — міні-серіал, телесеріал або телефільм | «Шоу Мері Тайлер Мур» | Номінація |
| 1973 | «Еммі»                       | Найкраща акторка другого плану у комедійному телесеріалі                   | «Шоу Мері Тайлер Мур» | Перемога  |
| 1974 | «Золоте яблуко»              | Зірка року                                                                 | «Шоу Мері Тайлер Мур» | Перемога  |
| 1974 | «Золотий глобус»             | Найкраща жіноча роль другого плану — міні-серіал, телесеріал або телефільм | «Шоу Мері Тайлер Мур» | Номінація |
| 1974 | «Еммі»                       | Найкраща акторка другого плану у комедійному телесеріалі                   | «Шоу Мері Тайлер Мур» | Номінація |
| 1975 | Hasty Pudding Theatricals    | Жінка року                                                                 |                       | Перемога  |
| 1975 | «Золотий глобус»             | Найкращий акторський дебют у жіночій ролі                                  | «Фрібі та Бін»        | Номінація |
| 1975 | «Золотий глобус»             | Найкраща жіноча роль у телевізійному серіалі — комедія чи мюзикл           | «Рода»                | Перемога  |
| 1975 | «Еммі»                       | Найкраща акторка у комедійному телесеріалі                                 | «Рода»                | Перемога  |
| 1976 | «Золотий глобус»             | Найкраща жіноча роль у телевізійному серіалі — комедія чи мюзикл           | «Рода»                | Номінація |
| 1976 | «Еммі»                       | Найкраща акторка у комедійному телесеріалі                                 | «Рода»                | Номінація |
| 1977 | «Еммі»                       | Найкраща акторка у комедійному телесеріалі                                 | «Рода»                | Номінація |
| 1978 | «Еммі»                       | Найкраща акторка у комедійному телесеріалі                                 | «Рода»                | Номінація |
| 1980 | «Золотий глобус»             | Найкраща жіноча роль другого плану — Кінофільм                             | «Глава друга»         | Номінація |
| 1987 | Women in Film Crystal Awards | Спеціальна премія                                                          |                       | Перемога  |
| 2003 | TV Land Award                | Спеціальна премія                                                          |                       | Номінація |
| 2004 | TV Land Award                | Спеціальна премія                                                          | «Шоу Мері Тайлер Мур» | Перемога  |
| 2010 | Тоні                         | Найкраща акторка у п'єсі                                                   | «Вигнута»             | Номінація |